# Halime Sultan
Valide Halime Altunşah Sultan (en turco otomano: حلیمه سلطان, "amable") fue consorte del sultán Mehmed III y madre del sultán Mustafa I. Y regente del Imperio Otomano durante dos periodos por la condición de salud mental de su hijo, Mustafa I. Fue la única sultana en la historia otomana en ejercer como Valide sultan dos veces de un sultán. Ella fue regente de forma no oficial del Imperio Otomano.

## Orígenes
Una teoría dicta que Halime nació cerca de 1571, en Abjasia, probablemente era la hija de Sholokh Bey, de la familia Lakerba. Su verdadero nombre era Altunşah (que significa "Rey Dorado"). Halime entró en el harén de Mehmed III alrededor de 1583, y al ingresar a este su nombre pasó a ser Halime, pero esta teoría es incierta ya que algunos historiadores la apoyan y otros la niegan, pero posiblemente el nombre de cuna de Halime, junto con su año de nacimiento se perdieron en la historia.

## Primeros años
Aunque su origen y nombre es desconocido, hay una teoría de que era de origen abjasiano, Halime Sultan. se convirtió en favorita de Mehmed cuando todavía era un príncipe y gobernador de Manisa. Después de la muerte del sultán Murad III en 1595, ella viajó a Estambul junto con Mehmed. En Estambul, su hijo Mahmud era muy popular entre los jenízaros. Sin embargo, Halime no fue favorecida por su suegra Safiye Sultan, quien favoreció a Handan Sultan
Ella envió un mensaje a un vidente religioso, porque era supersticiosa y estaba ansiosa por saber si su hijo se convertiría en el próximo sultán y cuánto tiempo más reinaría su marido. El vidente respondió, pero el mensaje fue interceptado por Abdurrezzak Agha, el principal eunuco negro del harén imperial, que más tarde se lo dio a Mehmed y Safiye, en lugar de a ella. El mensaje decía que Mehmed moriría dentro de seis meses sin mostrar si se trataba de muerte o deposición, y que su hijo se convertiría en el próximo sultán. Safiye indignó a Mehmed y le hizo examinar a Mahmud, que de hecho no sabía nada de la acción de su madre.
Los seguidores de Mahmud que supuestamente estaban involucrados en el asunto fueron arrojados al mar y el príncipe estrangulado. Se llegó a rumorear que Halime también fue ejecutada. Sin embargo, fue enviada al Antiguo Palacio ubicado en la Plaza Beyazit a fines de junio.Mehmed murió a los seis meses después de la ejecución de Mahmud. El viernes 9 de enero, Halime Sultan, junto con sus hijas, Şah y Hatice e hijo, Şehzade Mustafa, también fueron desterrados al Antiguo Palacio.Entre la muerte de Mehmed en 1603 y la entronización de Mustafa en 1617, su estipendio consistía en 3000 aspers por día.
En 1604, sus dos hijas Şah y Hatice fueron casadas con Damat Kara Davud Paşa (futuro gran visir) y Damat Mirahur Mustafa Paşa, respectivamente. Estos matrimonios que se celebraron al mismo tiempo, fueron organizados por Handan Sultan, la Valide de Ahmed, y probablemente también fue un castigo hacia Halime por lo que había sido acusada (brujería). Ambas niñas recibieron palacios alejados del palacio imperial, Topkapi. 

## Como Valide Sultan

### Primer mandato
Cuando Mustafá ascendió al trono en 1617 se convirtió en la Valide Sultan, y ejerció un gran poder. Nadie había esperado que Mustafa, que sufría graves problemas mentales, se convirtiera en sultán, por lo que no había disfrutado de una posición de mucho estatus dentro del harén imperial. Recibió 3000 aspers aunque su suegra Safiye Sultan todavía estaba viva.
Ella fue Naib-i Saltanat no oficial del imperio otomano. Su aliado potencial era su Yerno, Damat Kara Davud Paşa, pero durante el primer reinado de Mustafa, que duró solo tres meses, no pudo explotar su relación al nombrar a Davud Paşa visir. Una de las pocas alianzas políticas que pudo forjar fue con el portaestandarte de su hijo, Mustafa Agha, un oficial de alto rango del palacio interior, que fue sacado de palacio al serle otorgado el prestigioso y estratégicamente vital puesto de gobernador de Egipto, con la condición que se casaría con la nodriza del sultán. En unos pocos meses, el paşa fue traído a Estambul como gran visir.

### Entronización de Osman II
Más tarde, Mustafa fue destronado y su sobrino Osmán II ascendió al trono debido a la condición mental de Mustafa. Este fue enviado de regreso al Kafe y ella al Palacio Viejo, junto con su hija sobreviviente, Şah.
Sin embargo, recibió solo 2000 aspers durante su retiro al Palacio Viejo entre los dos reinados de su hijo; durante los primeros meses de su retiro, Safiye todavía estaba viva, quizás su vecina en el Palacio Viejo estaba recibiendo 3000 aspers por día. Desde su ubicación en el Palacio Viejo, fue una figura clave en la deposición y el asesinato de Osman II y demostró que no era ajena al arte político del Damat. La debilidad básica y excepcional de la que sufría Osman II era la evidente ausencia de una base de poder femenino en el harén. Desde 1620 hasta la muerte de Osman, se nombró a una institutriz como Valide suplente (la madre de Osman, Mahfiruz, había fallecido mucho tiempo antes), y no pudo contrarrestar la artimaña de Halime Sultan en el Palacio Viejo.

### Segundo mandato
Más tarde, el 18 de mayo de 1622,Osman fue ahora destronado y los rebeldes, mientras tanto, irrumpieron en el palacio imperial y liberaron a Mustafa de su confinamiento y lo aclamaron como sultán. Ella volvió una vez más del Palacio Viejo y se convirtió en la Valide Sultan. Algunos de los jenízaros consultaron con ella sobre los nombramientos que debían hacerse y, de hecho, fue su yerno, Kara Davud Paşa, quien se convirtió en el gran visir. La facción se comprometió con la causa de Mustafa y no podía sentirse segura mientras Osman II estaba vivo. Su inquietud estaba bien fundada, ya que algunos de los rebeldes deseaban salvar a Osman, esperando sin duda utilizarlo para sus propios fines en el futuro. Kara Davud Paşa recurrió, por lo tanto, a la última medida extrema el 20 de mayo de 1622, cuando Osman II fue estrangulado en la prisión de Yedikule en Estambul.

### Entronización de Murad IV
Después de la muerte de Osman, el gobernador general de Erzurum, Abaza Mehmed Paşa, decidió avanzar hasta Estambul para llegar a un acuerdo con los asesinos de Osman II. Kara Davud Paşa fue elegido chivo expiatorio y ejecutado en un intento de modificar el descontento y adelantarse a las rebeliones que se estaban acumulando en el imperio, pero fue en vano: Mehmed Paşa, a pesar de las ofertas hechas por los emisarios de la capital, continuó su avance. Enfrentados a una crisis cada vez más profunda, los clérigos le pidieron que aceptara la abdicación de su hijo a favor de Şehzade Murad, de once años, el hijo mayor de Ahmed I. Ella estuvo de acuerdo, solo suplicó que se salvara la vida de su hijo. En consecuencia, Mustafa fue destronado y enviado al palacio Bayezid junto a su madre.

## Muerte
Por muchos años se creyó que fue asesinada en diciembre de 1623 por orden de la regente imperial, Kösem Sultan, con el objetivo de enviar una clara advertencia a sus adversarios políticos y partidarios de Mustafá I, desalentando cualquier intento de Golpe de Estado. 
Pero en realidad, esto nunca fue así. Halime al retirarse al Antiguo Palacio vivió una vida tranquila. Su último registro en el harén fue que vivió hasta 1643, donde falleció posiblemente de vejez. Está enterrada en el mausoleo de su hijo en la mezquita de Santa Sofía.

## Descendencia

### Hijos
- Şehzade Mahmud (1587 — 7 de junio de 1603), ejecutado por órdenes de su padre. Fue enterrado en el mausoleo de Şehzade Mahmud en la Mezquita Şehzade;
- Mustafá I (17 de octubre de 1600 — 20 de enero de 1639)[9] Fue sultán del Imperio Otomano en dos períodos;

### Hijas
- Şah Sultan (1588 — 1623), quien se casó en 1604 (consumado en diciembre de 1605) con Damat Kara Davud Paşa, luego Gran Visir. Tuvo descendencia; [22] (Nota: En la serie "Muhteşem Yüzyıl: Kösem", Şah Sultan pasó a llamarse Dilruba Sultan. Esto se debe a que, cuando se emitió la serie, no se conocían los nombres de las hijas de Halime);
- Hatice Sultan (1590 — 1613), hija de nombre desconocido, probablemente se pudo llamar Hatice, casada en primer lugar en 1604 con Damat Mirahur Mustafa Paşa, casada en segundo lugar en 1612 con Damat Mahmud Paşa, hijo de Cigalazade Sinan Paşa.[23]

## En la ficción
En la serie de televisión de 2015 Muhteşem Yüzyıl: Kösem, Halime Sultan es interpretada por la actriz turca Aslıhan Gürbüz.